# Jorge Lino Romero
Jorge Lino Romero Santa Cruz (niekiedy Santacruz) (ur. 23 września 1937) – piłkarz paragwajski noszący przydomek Jorgelino, środkowy napastnik.
Początkowo Romero grał w klubach Sportivo Luqueño i Club Libertad.
Jako gracz klubu Club Sol de América był w kadrze reprezentacji podczas finałów mistrzostw świata w 1958 roku, gdzie Paragwaj, pomimo bardzo dobrej postawy, odpadł już w fazie grupowej. Zagrał we wszystkich trzech meczach - z Francją (zdobył bramkę), Szkocją i Jugosławią (zdobył bramkę).
Po mistrzostwach Romero przeniósł się do Hiszpanii, gdzie w latach 1958–1961 grał w klubie Real Oviedo.
Romero nigdy nie wziął udziału w turnieju Copa América. Zaliczany jest do legend paragwajskiego sportu.